# Лыбедская (станция метро)
«Лы́бедская» (укр. «Ли́бідська» (слушать)о файле) —  27-я станция Киевского метрополитена. Расположена в Голосеевском районе, на Оболонско-Теремковской линии, между станциями «Дворец Украина» и «Демиевская». Открыта 30 декабря 1984 года под названием «Дзержинская». Нынешнее название по протекающей вдоль Большой Васильковской улицы реке Лыбедь получила со 2 февраля 1993 года. До 15 декабря 2010 года и временно с 8 декабря 2023 по 12 сентября 2024 являлась конечной . Пассажиропоток — 28,5 тыс. чел./сутки.
С 2011 года станция имеет статус «только что выявленный объект культурного наследия», памятник архитектуры и градостроительства, монументально-декоративного искусства.

## Описание
Станция глубокого заложения. Имеет три подземных зала — средний и два зала с посадочными платформами. Залы станции соединены между собой рядом проходов-порталов, которые чередуются с пилонами. Освещение — световая линия, светильник сложной формы из латунных труб по центру свода. Средний зал при помощи эскалаторного туннеля с трёхленточным одномаршевым эскалатором соединён с подземным вестибюлем, который выходит в подземный переход под Лыбедской площадью. Наземный вестибюль отсутствует.

## Оформление
Достаточно неординарная по своей конструкции станция с узкими пилонами, однако сравнительно небольшая глубина позволила раскрыть эти пилоны ещё и в середине. В итоге пилоны исчезли, остались кольца из белого мрамора, чередующиеся со сводом. Всё это соединено световой линией из латунных труб в центре зала. Путевые стены облицованы розовым мрамором.
Архитектура станции имеет много общего с архитектурой других станций, однако благодаря неординарным решениям, умелому использованию отделочных материалов и средств монументально-декоративного искусства, по-своему индивидуальна.
В подземном переходе у входа на станцию до начала 1990-х годов находилась композиция с барельефом Ф. Э. Дзержинского работы скульптора М. К. Вронского (не сохранилась).

## Изображения

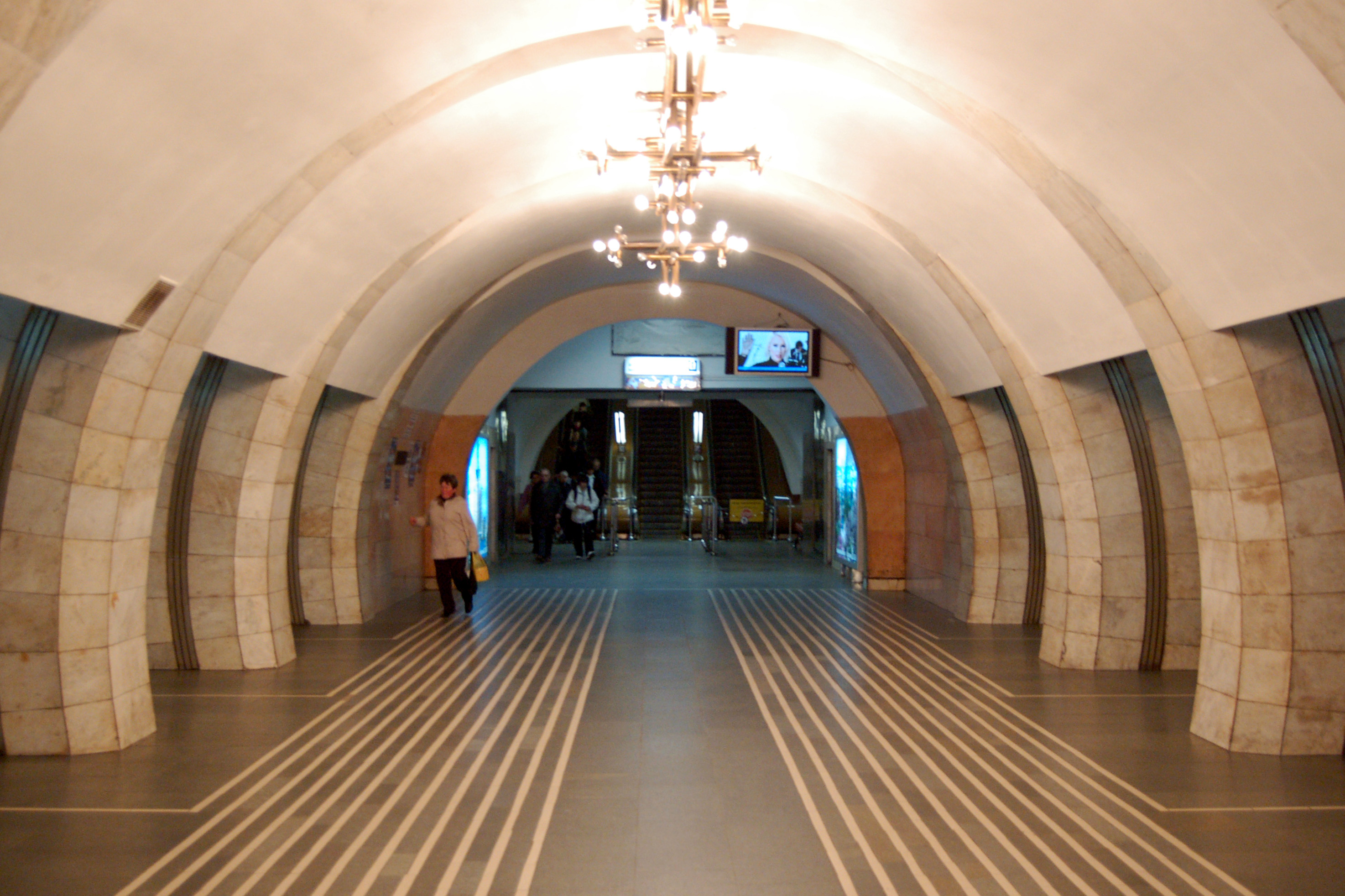
Центральный зал, вид в сторону эскалаторов
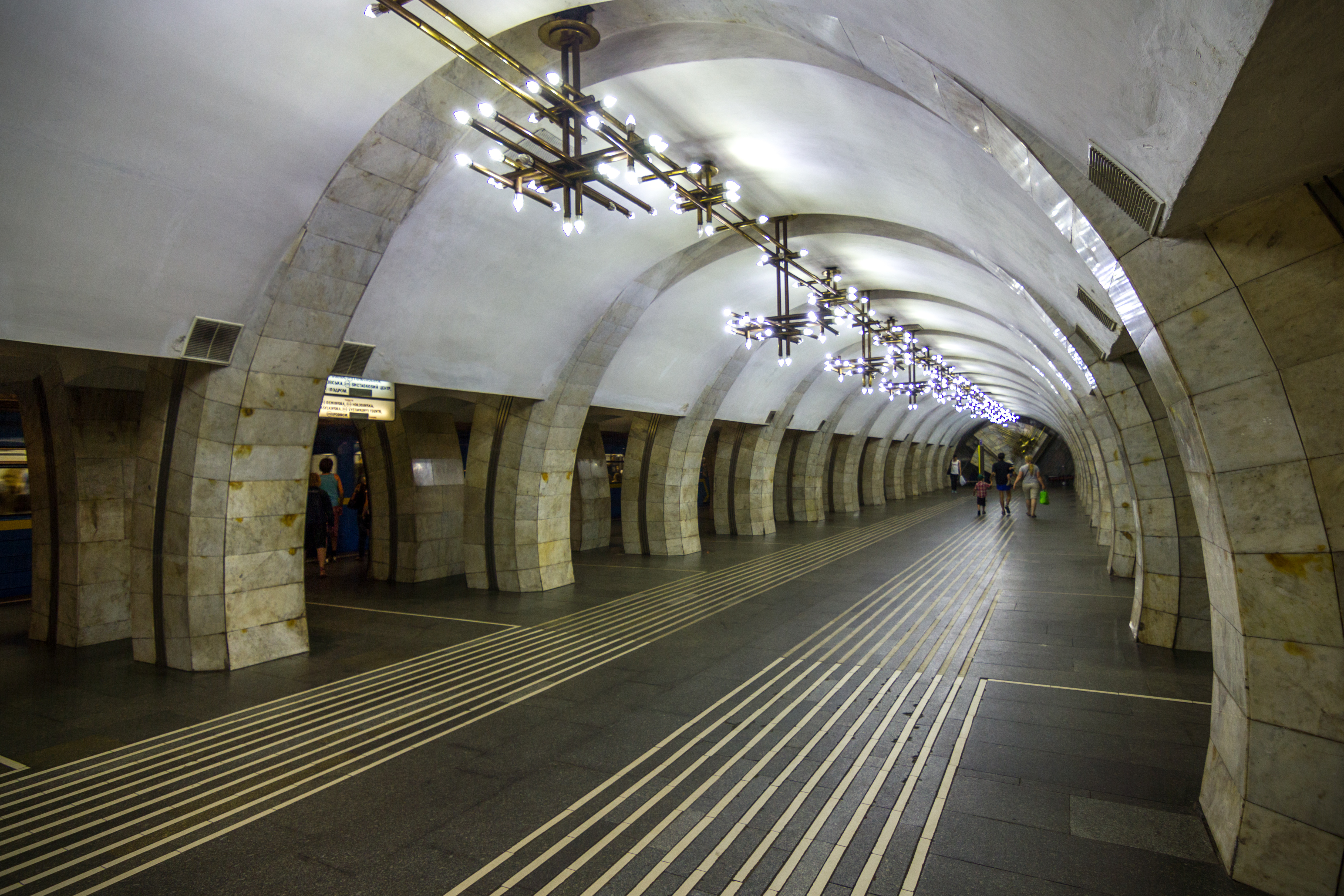
Центральный зал
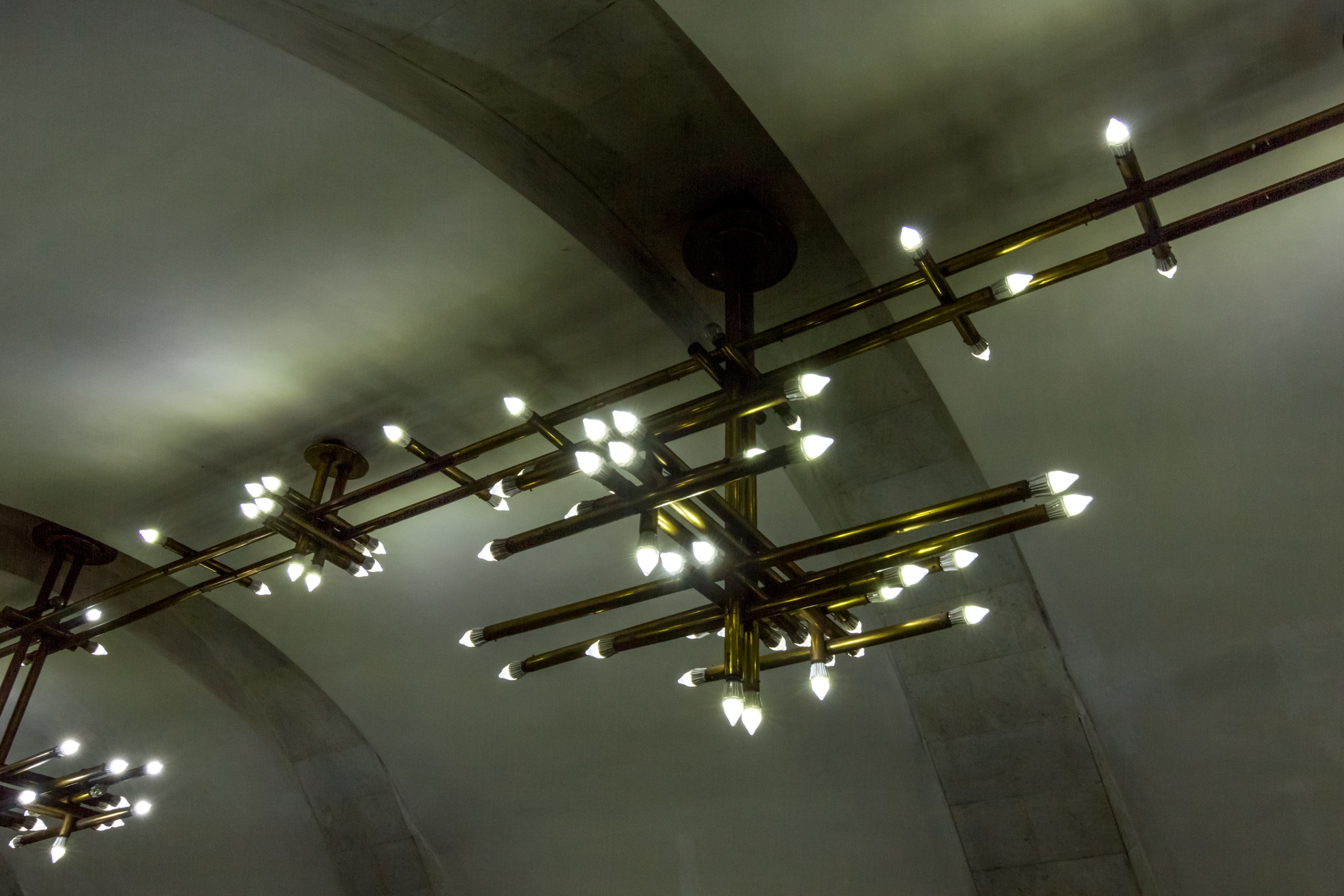
Светильники
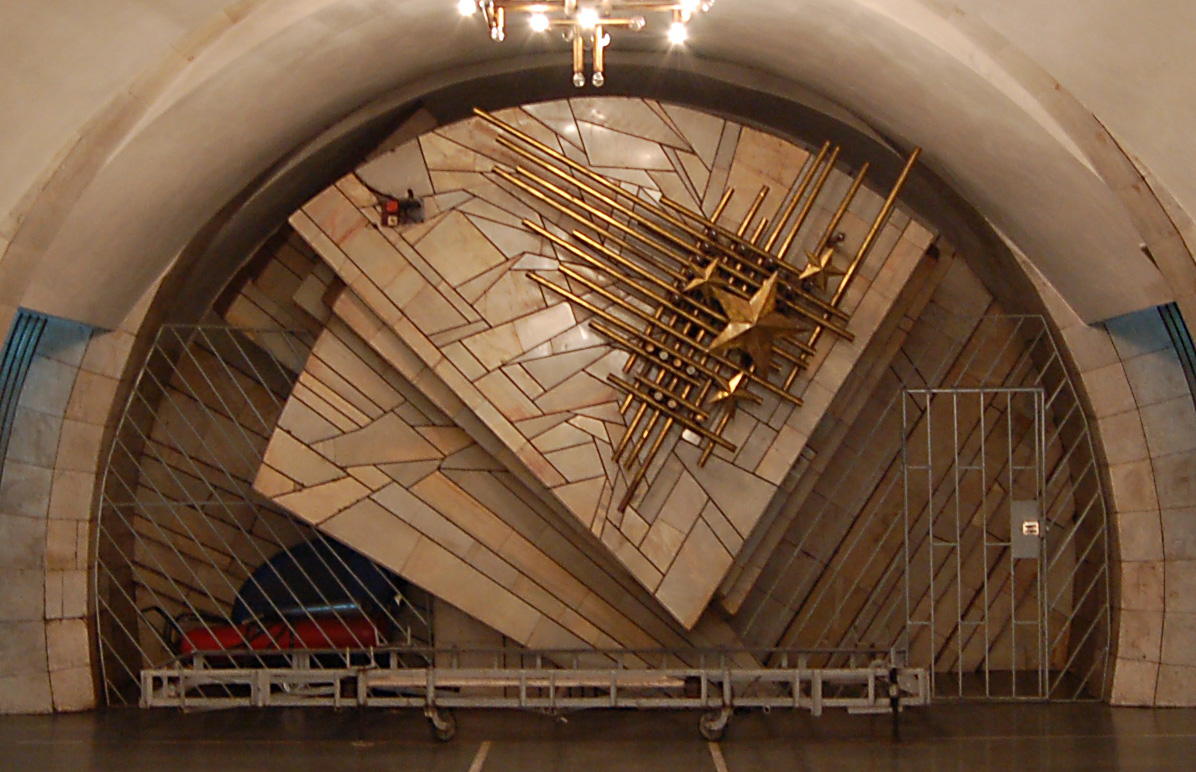
Композиция в торце центрального зала
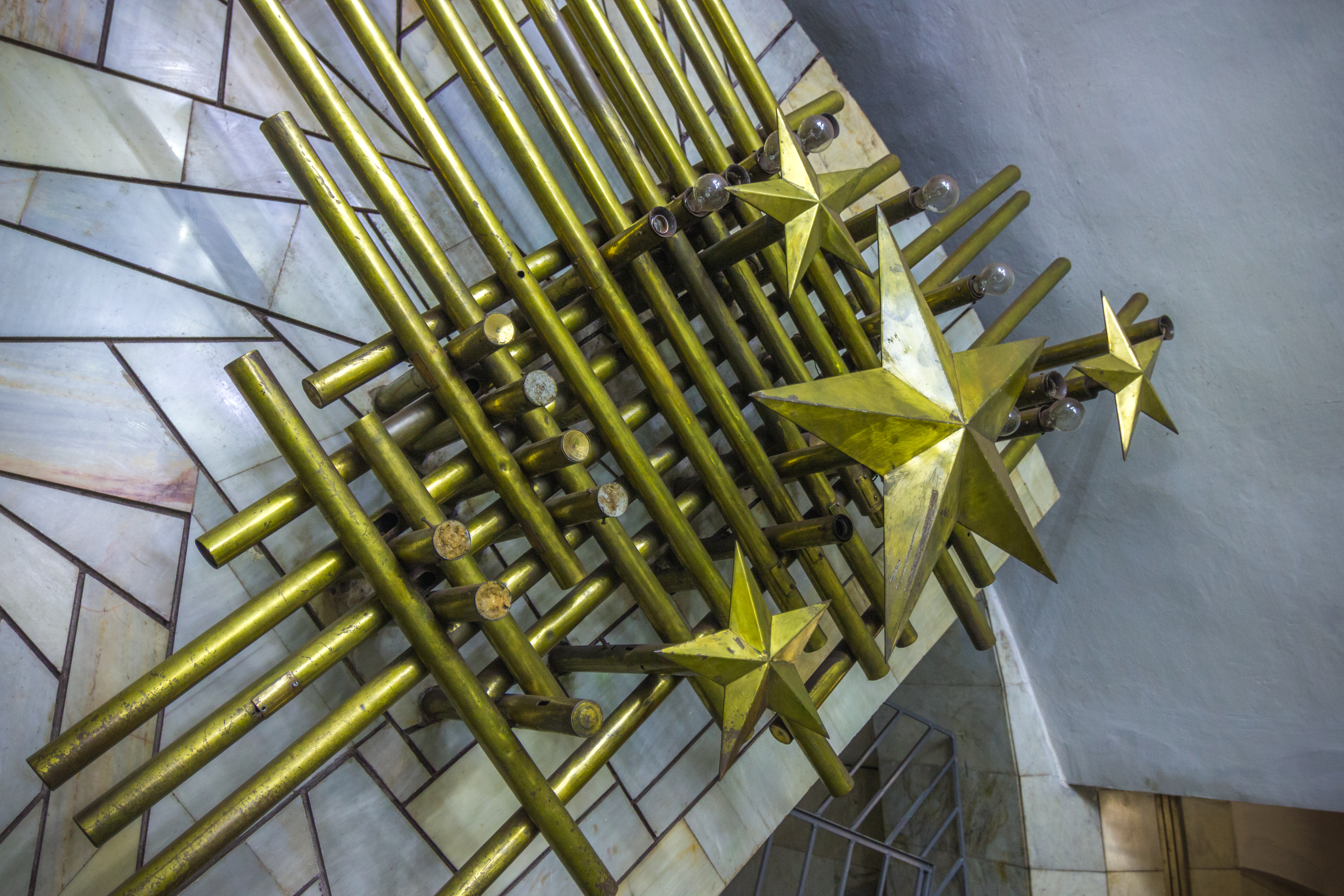
Композиция в торце центрального зала
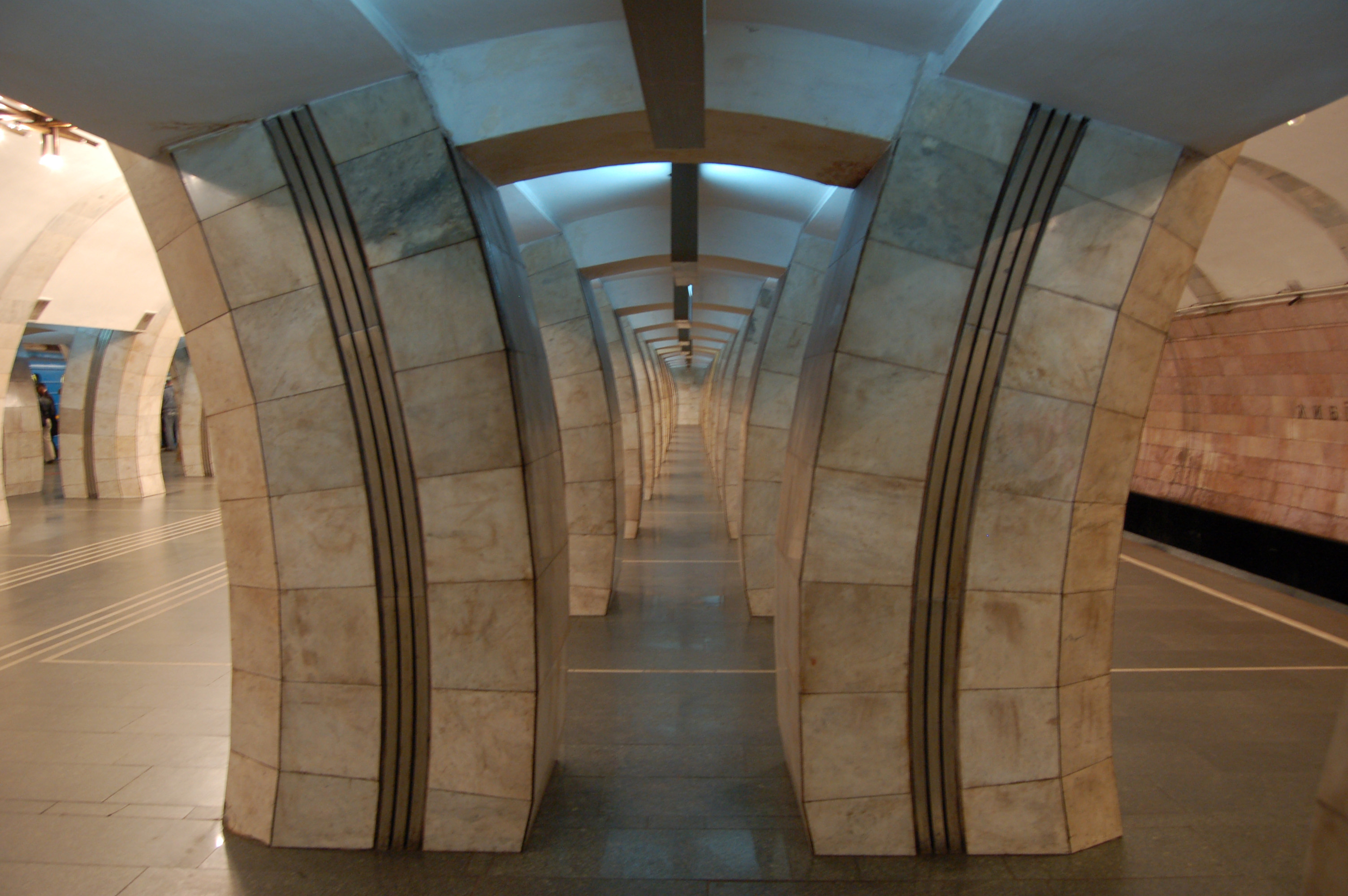
Форма «двойных» пилонов
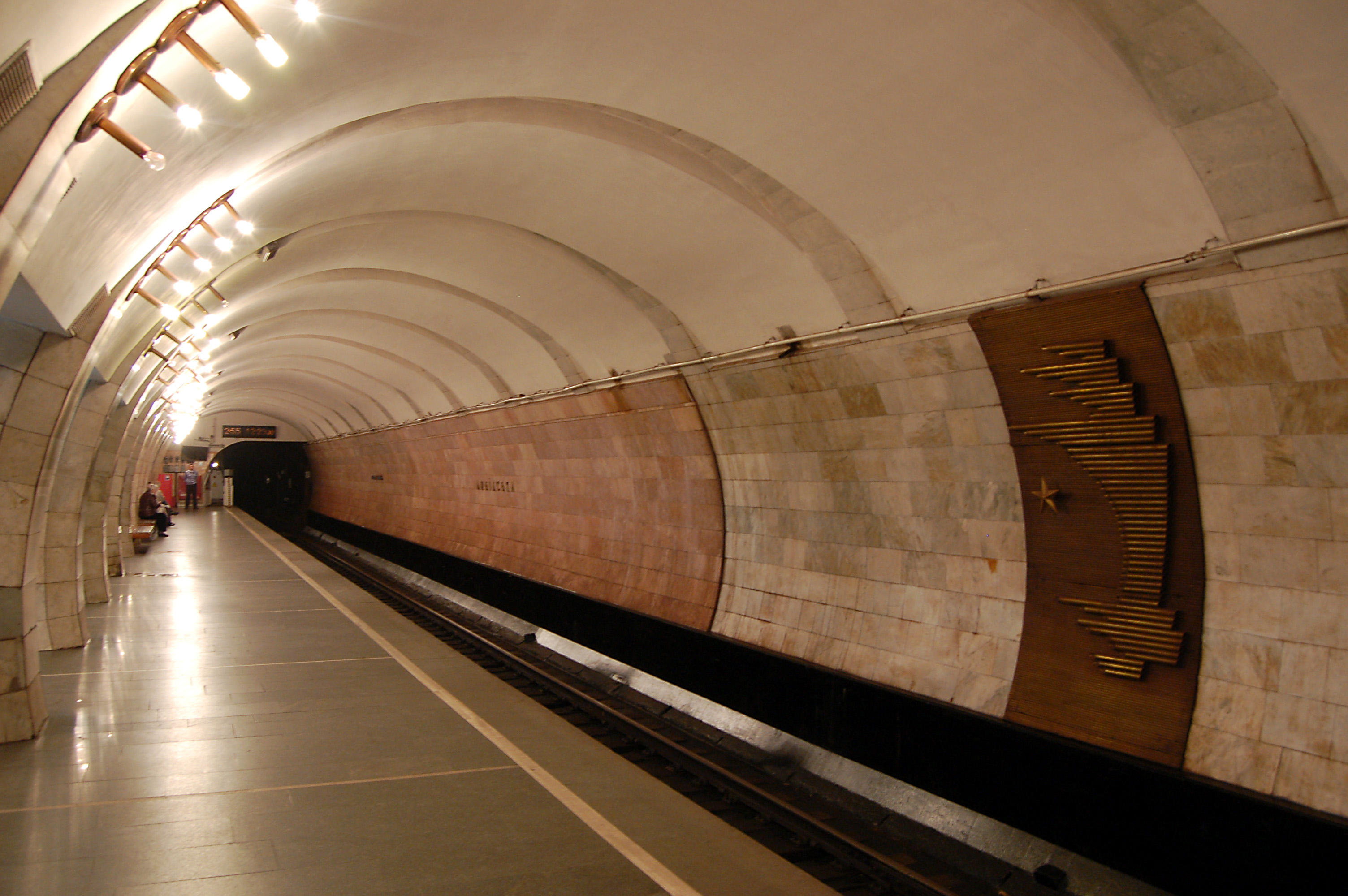
Посадочная платформа
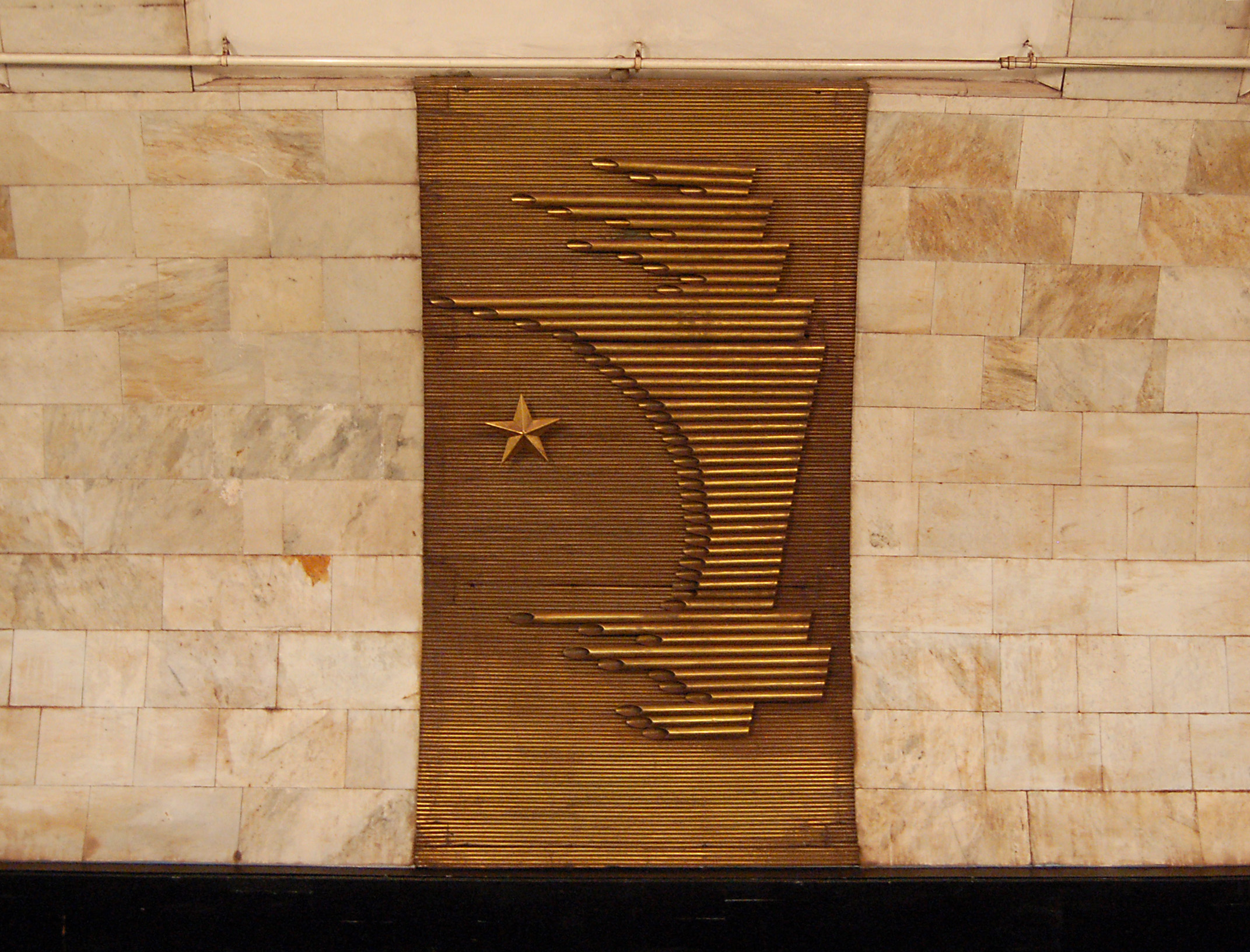
Дверца на путевой стене
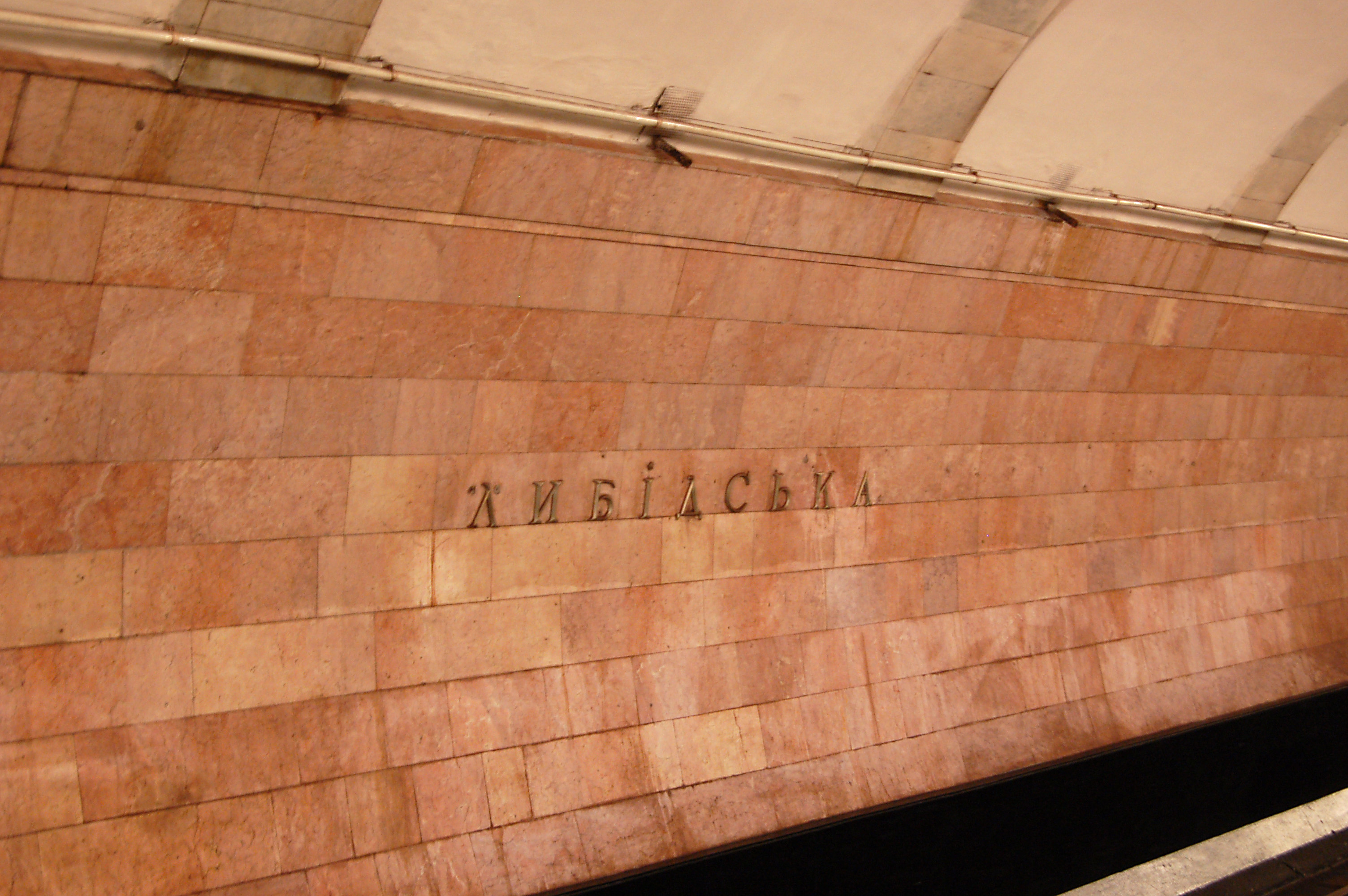
Название станции на путевой стене
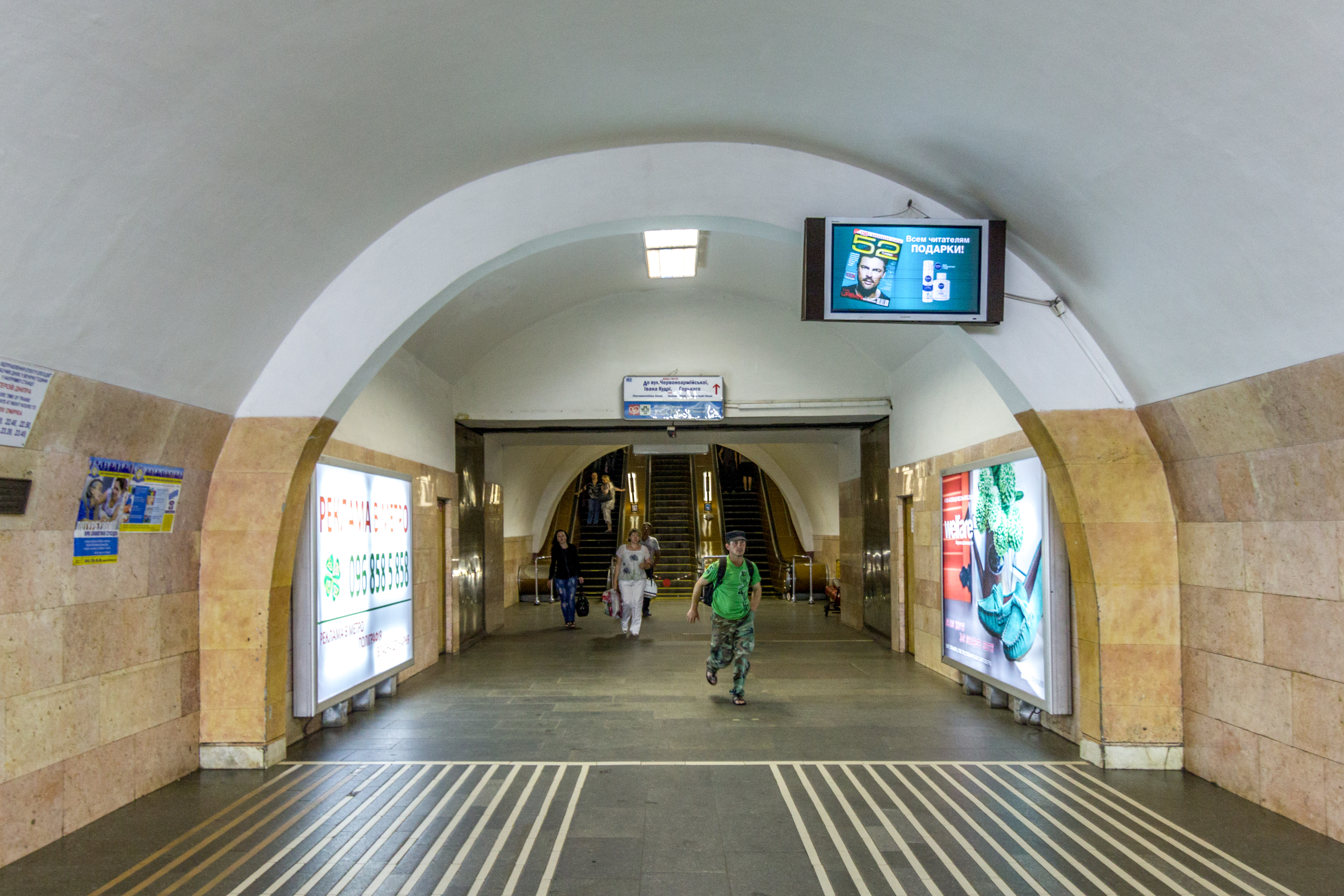
Выход в город

## Режим работы
Открытие — 5:46, закрытие — 22:35. В режиме бомбоубежища станция работает круглосуточно.
Отправление первого поезда в направлении:
ст. «Героев Днепра» — 5:57
ст. «Теремки» — 5:53
Отправление последнего поезда в направлении:
ст. «Героев Днепра» — 22:43
ст. «Теремки» — 22:52

## В массовой культуре
Станция упоминается в песне Кузьмы Скрябина и группы «Декольте» «Дівчина з кафешки»:
«I ніби далека, і ніби близька

Дівчина з кафешки на метро „Либідська“…